# Природжений моряк (фільм, 1921)
Прирожденний моряк (англ. A Sailor-Made Man) — американська кінокомедія режисера Фреда С. Ньюмейєра 1921 року.

## Сюжет
Дівчина ставить перед батьком умову, що вона вийде заміж не за якогось плейбоя, а тільки за того, хто доведе, що здатен на справжній вчинок. Краще, якщо Він буде військовим моряком. Тому знайомий дівчини, який давно був у неї закоханий йде в моряки. Коли яхта батька і дочки опиняється в одному близькосхідному порту місцевий махараджа викрадає дівчину. У тому ж порту перебуває військовий корабель, один з моряків — якраз головний герой, який і вирішується врятувати кохану.

## У ролях
- Гарольд Ллойд — хлопець
- Мілдред Девіс — дівчина
- Ной Янг — батько
- Дік Сазерленд — магараджа
- Фред Гіол — військовослужбовець
- Воллес Гоу — лікар
- Гас Леонард — адвокат
- Джобіна Ролстон — епізодична роль
- Сібіл Сілі — дівчина з гарему
- Чарльз Стівенсон — офіцер
- Лео Вілліс — офіцера